# Elaphe anomala
Elaphe anomala — вид змій родини Полозові (Colubridae).

## Поширення
Вид мешкає у пустелях Внутрішньої Монголії у Китаї.

## Опис
Довжина тіла сягає 170 см, з них приблизно 25 см припадає на хвіст. Спина темно-коричневого забарвлення і має велику чорну пляму на шиї. Черевний бік білий з сірими плямами у задній частині.